# The Collection 1982—1988
The Collection 1982–1988 — франкоязычный сборник канадской певицы Селин Дион, выпущенный в Европе в 1997 году. В него вошли двадцать восемь редких песен, записанных в период с 1982 по 1988 год на двух компакт-дисках. Ранее эти песни выходили на отдельных альбомах: Gold Vol. 1 (1995) и C’est pour vivre (1997). Альбом был выпущен под разными названиями, с разными обложками и разными музыкальными лейблами. Он попал в чарты некоторых европейских стран, достигнув одиннадцатой позиции в Дании, двадцатой — в Валлонии (Бельгия), двадцать седьмой — в Швеции и тридцать седьмой — в Нидерландах.

## Предыстория, содержание
После успеха D’eux, ставшего самым продаваемым франкоязычным альбомом в истории, различные музыкальные лейблы по всему миру выпустили сборники с ранними и редкими записями Дион 1980-х годов. После Gold Vol. 1 (1995) и C’est pour vivre (1997), сборник из двух компакт-дисков, включающий песни с обоих этих альбомов, был выпущен в 1997 и 1998 годах в Европе. Он был выпущен под разными названиями: The Collection 1982–1988, The Greatest Hits 1982–1988, Premiers succès, Amour, Sus Canciones Más Bellas, C'est pour toi, Lo Mejor de Céline Dion, The French Collection, The French Love Album, The Solid Gold Collection, The Best of the Early Years: The French Collection, Ne partez pas sans moi и Avec toi: the Very Best of the Early Years. Сборники были выпущены разными лейблами и с разным оформлением.

## Реакция критики и коммерческий успех
Хосе Ф. Промис из AllMusic оценил The Collection 1982–1988 на две с половиной звезды из пяти и отметил, что «в этом альбоме собрано большинство основных записей Дион, сделанных в годы, когда она ещё не стала суперзвездой, когда она была очень молодой франкоязычной певицей, популярной в Канаде и Франции». Промис отметил сильно синтезированный европоп песни победительницы конкурса Евровидение 1988 года «Ne partez pas sans moi», «которая представила Дион международной публике и стала важной вехой в ее карьере». По его словам, «многие песни в этом сборнике звучат честно и отличаются от обработанной подростковой поп-музыки конца 1990-х неизменной искренностью в голосе Дион». Автор выделил «элегантные баллады „Tellement j’ai d’amour pour toi“, „Benjamin“ и „La voix du bon Dieu“, мерцающие „Avec toi“ и „Du soleil au cœur“; и гимнообразную „C’est pour vivre“. Есть песни, которые почти производят впечатление, такие как драматическая „La religieuse“, но испорченные местами странным продакшном и, в данном случае, действительно смущающим бриджем. Другие представляют собой песенный материал в стиле детских стишков, особенно „Hymne à l'amitié“ и „Hello Mister Sam“, звучащая максимально в духе 80-х».
Сборник The Collection 1982–1988 вошёл в число сорока лучших в некоторых европейских чартах, достигнув одиннадцатого места в Дании (в июле 1998 года), двадцатого места в Валлонии (в августе 1997 года), двадцать седьмого места в Швеции (в марте 1998 года) и тридцать седьмого места в Нидерландах (в марте 1998 г.).

## Список композиций
| №                   | Название                          | Автор(ы)                              | Продюсер(ы)               | Длительность |
| ------------------- | --------------------------------- | ------------------------------------- | ------------------------- | ------------ |
| 1.                  | «D’amour ou d’amitié»             | Эдди Марне Жан-Пьер Ланж Ролан Венсан | Марне Руди Паскаль        | 4:00         |
| 2.                  | «Visa pour les beaux jours»       | Марне Кристиан Луажеро Тьерри Жофруа  | Марне Паскаль             | 3:25         |
| 3.                  | «Ne partez pas sans moi»          | Нелла Мартинетти Атилла Шерефтуг      | Шерефтуг Урс Петер Келлер | 3:08         |
| 4.                  | «Les oiseaux du bonheur»          | Марне Андре Попп                      | Марне Паскаль             | 3:39         |
| 5.                  | «Tellement j’ai d’amour pour toi» | Марне Юбер Жиро                       | Марне Паскаль             | 2:57         |
| 6.                  | «La religieuse»                   | Дидье Барбеливьен                     | Барбеливьен               | 3:28         |
| 7.                  | «C’est pour toi»                  | Марне Франсуа Оренн                   | Марне Паскаль             | 4:02         |
| 8.                  | «Avec toi»                        | Марне Луажеро Жофруа                  | Марне Паскаль             | 3:28         |
| 9.                  | «Mon rêve de toujours»            | Марне Жан-Пьер Гуссо                  | Марне Паскаль             | 4:19         |
| 10.                 | «Du soleil au cœur»               | Марне Жан-Клон Массулье Попп          | Марне Паскаль             | 2:42         |
| 11.                 | «À quatre pas d’ici»              | Марне Питер Синфилд Энди Хилл         | Марне Паскаль             | 3:55         |
| 12.                 | «Un amour pour moi»               | Марне Луажеро Жофруа                  | Марне Паскаль             | 3:18         |
| 13.                 | «Billy»                           | Марне Патрик Лемэтр                   | Марне                     | 3:05         |
| 14.                 | «Comment t’aimer»                 | Марне Романо Мусумарра                | Мусумарра                 | 4:01         |
| Общая длительность: | Общая длительность:               | Общая длительность:                   | Общая длительность:       | 49:41        |

| №                   | Название                    | Автор(ы)                                                 | Продюсер(ы)         | Длительность |
| ------------------- | --------------------------- | -------------------------------------------------------- | ------------------- | ------------ |
| 1.                  | «Mon ami m’a quittée»       | Марне Луажеро Жофруа                                     | Марне Паскаль       | 3:00         |
| 2.                  | «La dodo la do»             | Марне Кристиан Губерт                                    | Марне Паскаль       | 3:02         |
| 3.                  | «Hymne à l'amitié»          | Марне Серджо Бардотти Дарио Балдан Бембо Нини Джакомелли | Марне Паскаль       | 3:59         |
| 4.                  | «Je ne veux pas»            | Марне Мусумарра                                          | Мусумарра           | 4:02         |
| 5.                  | «C’est pour vivre»          | Марне Попп                                               | Марне Паскаль       | 4:02         |
| 6.                  | «En amour»                  | Марне Луажеро Жофруа                                     | Марне               | 3:14         |
| 7.                  | «Ne me plaignez pas»        | Марне Стив Томпсон                                       | Марне Паскаль       | 3:41         |
| 8.                  | «Les chemins de ma maison»  | Марне Ален Бернар Леметр                                 | Марне Паскаль       | 4:14         |
| 9.                  | «Hello mister Sam»          | Марне Жофруа Луажеро                                     | Марне Паскаль       | 4:12         |
| 10.                 | «Trois heures vingt»        | Марне Леметр                                             | Марне Паскаль       | 3:37         |
| 11.                 | «Trop jeune à dix-sept ans» | Марне Пол Гридас Бэрри Блу                               | Марне Паскаль       | 4:50         |
| 12.                 | «Paul et Virginie»          | Марне Жофруа Луажеро                                     | Марне Паскаль       | 3:50         |
| 13.                 | «La voix du bon Dieu»       | Марне Сюзанн-Миа Дюмонт                                  | Марне Паскаль       | 3:14         |
| 14.                 | «Benjamin»                  | Марне Пьер Пападиамандис                                 | Марне Паскаль       | 4:36         |
| Общая длительность: | Общая длительность:         | Общая длительность:                                      | Общая длительность: | 54:02        |

## Чарты
| Чарт (1997—1998)                 | Позиция |
| -------------------------------- | ------- |
| Бельгия/Валлония (Ultratop)      | 20      |
| Дания (Hitlisten)                | 11      |
| Нидерланды (Dutch Album Top 100) | 37      |
| Швеция (Sverigetopplistan)       | 27      |

## История релиза
| Регион | Дата        | Лейбл    | Формат | Каталог   |
| ------ | ----------- | -------- | ------ | --------- |
| Европа | 4 июля 1997 | BR Music | CD     | BS 8101-2 |